# Asesinato de Manuel Esteban Paez Terán

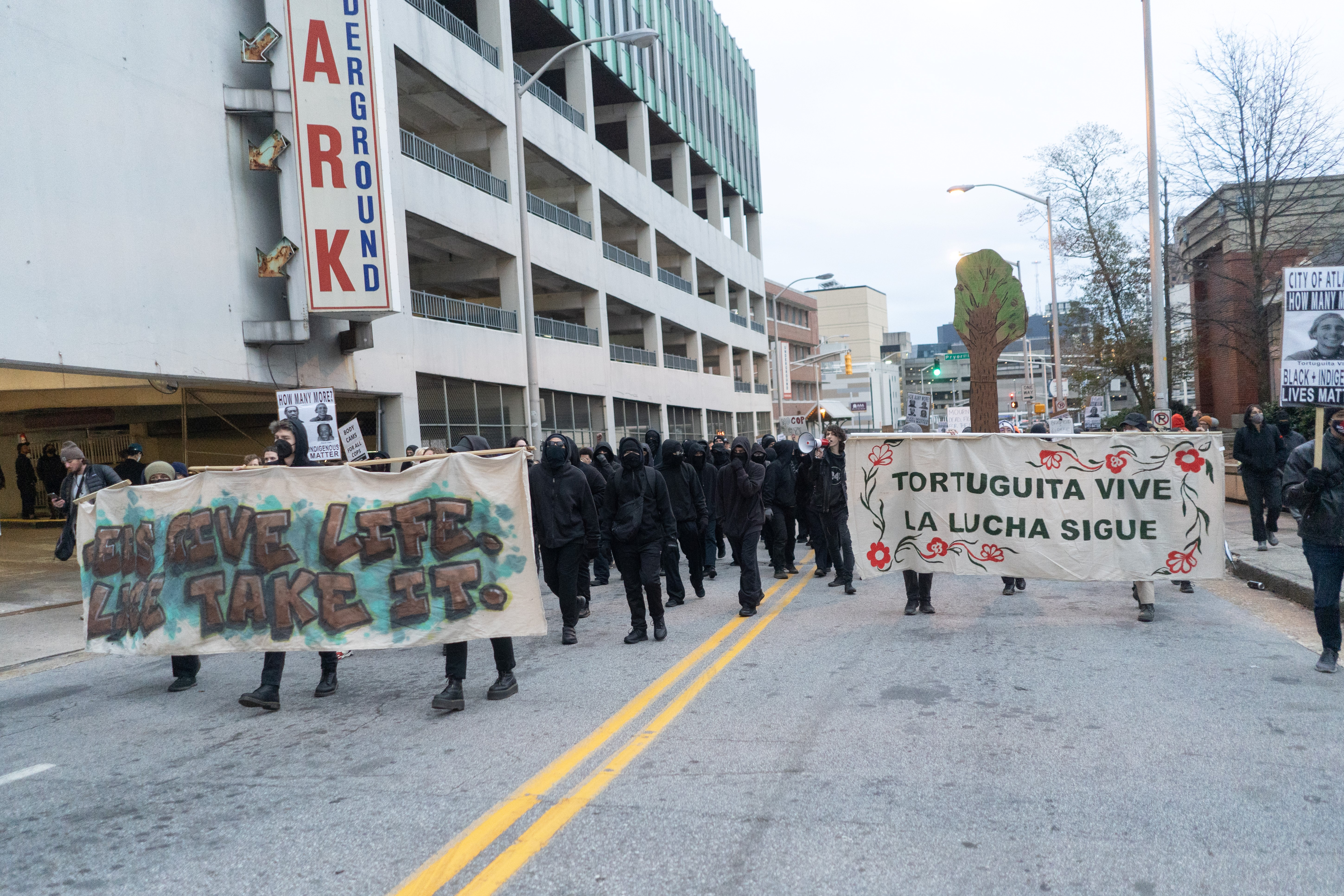
Protesta en Atlanta, 22 de enero de 2023

Manuel Esteban Paez Terán, también conocido como Tortuguita, era un eco-anarquista y activista ambiental venezolano, que fue asesinado a tiros la policía de la Patrulla Estatal de Georgia, después de que un oficial resultó herido en la pierna durante una redada en el campamento Stop Cop City, el 18 de enero de 2023.
Las imágenes del incidente, recuperadas de una cámara corporal, incluyen grabaciones de vídeo de la policía en la escena especulando que la herida de bala en la pierna del oficial fue producto de fuego amigo.
Los resultados de la autopsia muestran que Terán recibió 57 disparos y no se encontró residuo de pólvora en sus manos, lo que indica que no había disparado en contra de la policía.
Basado en los resultados de la autopsia independiente que mostraban heridas con salida de bala en ambas manos, la familia afirma que, durante el tiroteo, Terán tenía las manos en alto.
La acusación de fuego amigo es refutada por el Departamento de Policía de Atlanta, que ha alegado que Terán habría disparado sin previo aviso, contra los agentes después de que éstos hubieran ordenado a los activistas que salieran de la tienda en la que estaban acampados.
Un informe de análisis balístico forense, realizado por la Oficina de Investigación de Georgia, afirma que durante la redada policial se utilizó una pistola de 9 milímetros perteneciente a Terán (adquirida legalmente en 2020) para disparar al agente. Los detalles del análisis de este informe todavía no se han hecho públicos.
La oficina del médico forense del condado de DeKalb, publicó el 19 de abril de 2023, los resultados de una autopsia donde se encontraron 57 heridas de bala en el cuerpo de Terán. El dictamen de la muerte fue homicidio. En esta autopsia tampoco se encontró evidencia de residuos de pólvora en las manos de Terán, lo que implica que no disparó contra los oficiales.
Según The Guardian, Terán fue el primer activista ambiental asesinado a tiros por la policía durante una protesta en la historia moderna de Estados Unidos.
Como respuesta al tiroteo, se realizaron varias protestas y vigilias en diferentes ciudades de Estados Unidos y otros países, incluido un disturbio en Atlanta el 21 de enero de 2023. Diferentes organizaciones y ciertos miembros del Congreso estadounidense condenaron el asesinato y pidieron una investigación independiente sobre lo sucedido.

## Antecedentes
Terán fue un activista ambiental venezolano de 26 años, egresado de la Universidad Estatal de Florida. Participó activamente en varios movimientos relacionados con justicia social, incluido Food not Bombs!, antes de unirse a las acciones de defensa forestal de Stop Cop City en Atlanta.
Las protestas de Stop Cop City, en las que participaba Terán, formaban parte de una serie de conflictos más amplios y prolongados en torno a la violencia y los asesinatos en manos de policías en Estados Unidos, tras el homicidio de George Floyd en 2020. Los manifestantes de Stop Cop City se oponen a la construcción del Centro de Capacitación Pública de Atlanta, cuya edificación está prevista cerca de un barrio predominantemente negro.

## Tiroteo

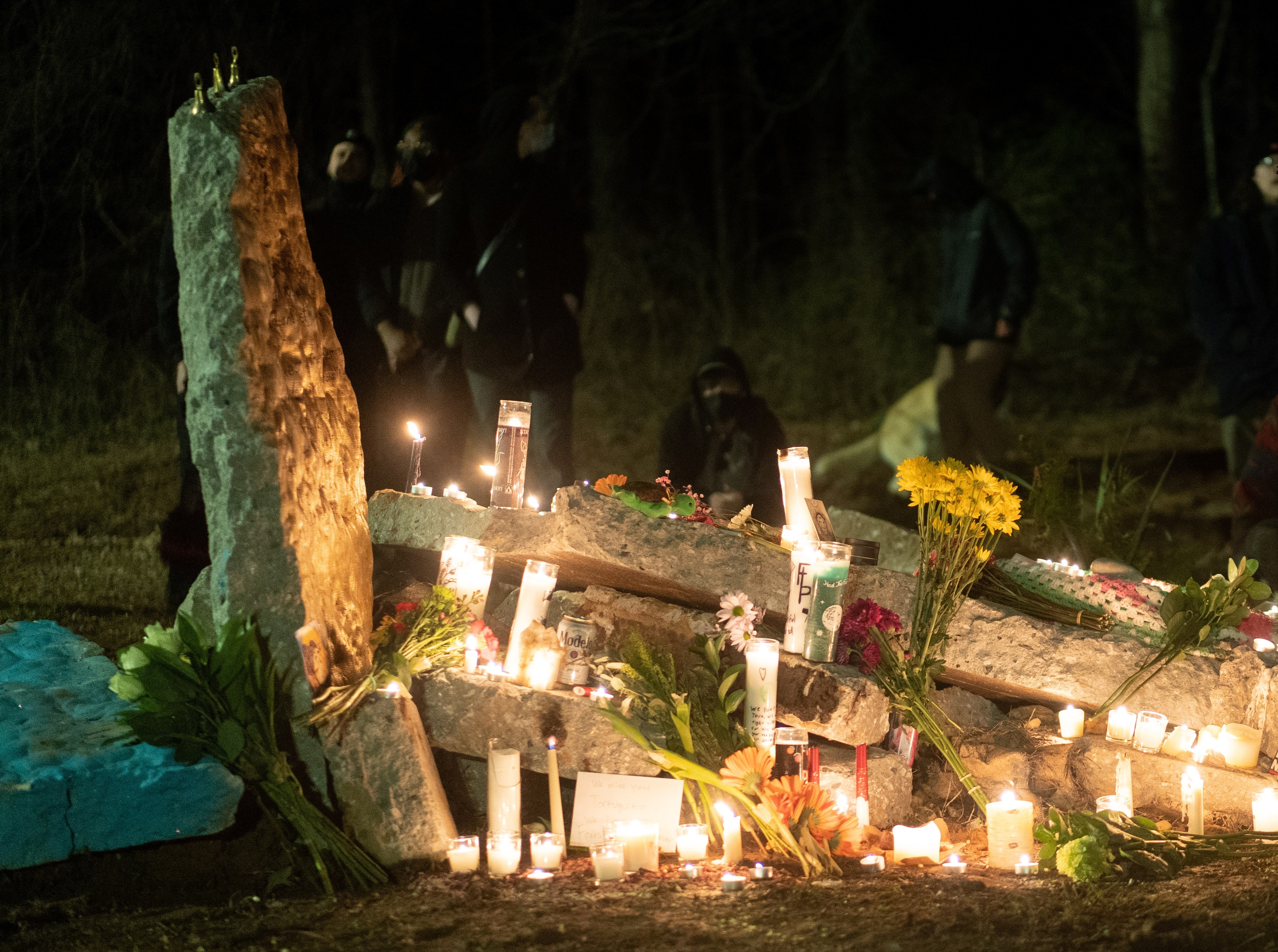
Un santuario en el bosque de Atlanta que conmemora el asesinato de Tortuguita

Alrededor de las 9:00am de la mañana del 18 de enero de 2023, efectivos policiales del Georgia State Patrol comenzaron una redada en el campamento de Stop Cop City donde se encontraba Terán dentro de una carpa. Durante la redada, un oficial fue alcanzado por una bala en su pelvis, en respuesta a esto, alrededor de las 9:04 a. m., los policías estatales dispararon contra Terán, matándole en el lugar.

## Investigaciones
Los relatos policiales del incidente afirman que los soldados encontraron una tienda de campaña y dieron órdenes verbales para que la persona que estaba dentro saliera; la policía dice que sus órdenes fueron ignoradas y que Terán disparó primero sin previo aviso. Los activistas de Stop Cop City cuestionan la descripción policial del evento. Otros manifestantes y la familia de Terán disputan que Terán disparó un arma. El tiroteo fue inicialmente investigado por la oficina del fiscal de distrito del condado de GBI y DeKalb. La fiscal de distrito Sherry Boston solicitó a una fiscalía independiente que se hiciera cargo de la investigación para evitar la apariencia de un conflicto de intereses, porque su oficina está involucrada en un grupo de trabajo para el Centro de Capacitación Pública de Atlanta.
Según la Oficina de Investigación de Georgia (GBI), el análisis balístico forense determinó que el proyectil recuperado de la herida de la pierna del agente coincidía con el arma de fuego encontrada en posesión de Terán. Los detalles de dicho análisis no se han hecho públicos. Se determinó que el arma recuperada, una pistola semiautomática Smith & Wesson M&P Shield de 9 mm, había sido adquirida legalmente por Terán en septiembre de 2020. La policía afirma que Terán se negó a abandonar la tienda y posteriormente disparó e hirió a un agente con esa pistola. Una autopsia posterior determinó que no había residuos de pólvora en las manos de Terán, lo que contradice las alegaciones de la policía de que Terán disparó contra los agentes.
De acuerdo a la Oficina de Investigación de Georgia (GBI por sus siglas en inglés), no se cuenta con imágenes de la cámara corporal del tiroteo. El 9 de febrero, la policía de Atlanta publicó imágenes de la cámara corporal de las secuelas del tiroteo en las que se escucha a un oficial decir:

"(inaudible) Jodiste a tu propio oficial"
9:04:20, 2023-01-18

Luego se puede escuchar a dos oficiales preguntándose: "¿Le dispararon a su propio hombre?" En la grabación, también se escucha a los oficiales decir que los disparos "sonaron como disparos silenciados". Este comentario llevó a algunos a creer que el oficial había sido herido por fuego amigo y no por Terán.
Los resultados de una autopsia independiente resolvieron que Téran había recibido 14 disparos "con diferentes armas de fuego", mientras tenía sus manos levantadas y se encontraba sentado en el suelo con las piernas cruzadas. Esto fue indicado por, pero no limitado a, la trayectoria descendente de las balas desde arriba y el patrón de lesiones en las piernas. La autopsia también determinó que "... ninguna de las heridas de arma de fuego identificadas mostraron evidencia de disparos a quemarropa" ya que no se encontraron rastros de pólvora, sin embargo "... para los fines de este informe, el rango de fuego de todos de estas heridas se considera 'indeterminado'".
Basado en los resultados de la autopsia, algunos periódicos han afirmado que las manos de Terán estaban levantadas por encima de su cabeza, sin embargo esto no se ha comprobado de manera concluyente. El informe oficial de la autopsia establece que "En algún momento durante el transcurso de recibir los disparos, el difunto pudo levantar [sus] manos y brazos hacia arriba y hacia el frente a [su] cuerpo, con [sus] palmas hacia [su] parte superior." Se encontraron heridas de salida en las palmas de ambas manos, y la parte superior del cuerpo de Terán fue alcanzada por más de una bala.
El 19 de abril de 2023, el médico forense del condado de DeKalb realizó una autopsia y dictaminó que la muerte de Terán fue un homicidio; la autopsia encontró que, contrario a las declaraciones de la policía, Terán no tenía residuos de pólvora en sus manos, lo que sugiere que Terán no disparó a los oficiales. Según informa The Guardian, los resultados de la prueba de residuos de disparo realizada por el GBI pueden no ser concluyentes. Los hallazgos de la autopsia del condado también sugieren que es probable que los policías que abrieron fuego contra Terán estuvieran a más de varios pies de distancia cuando se dispararon las armas de los agentes.

## Reacción y malestar

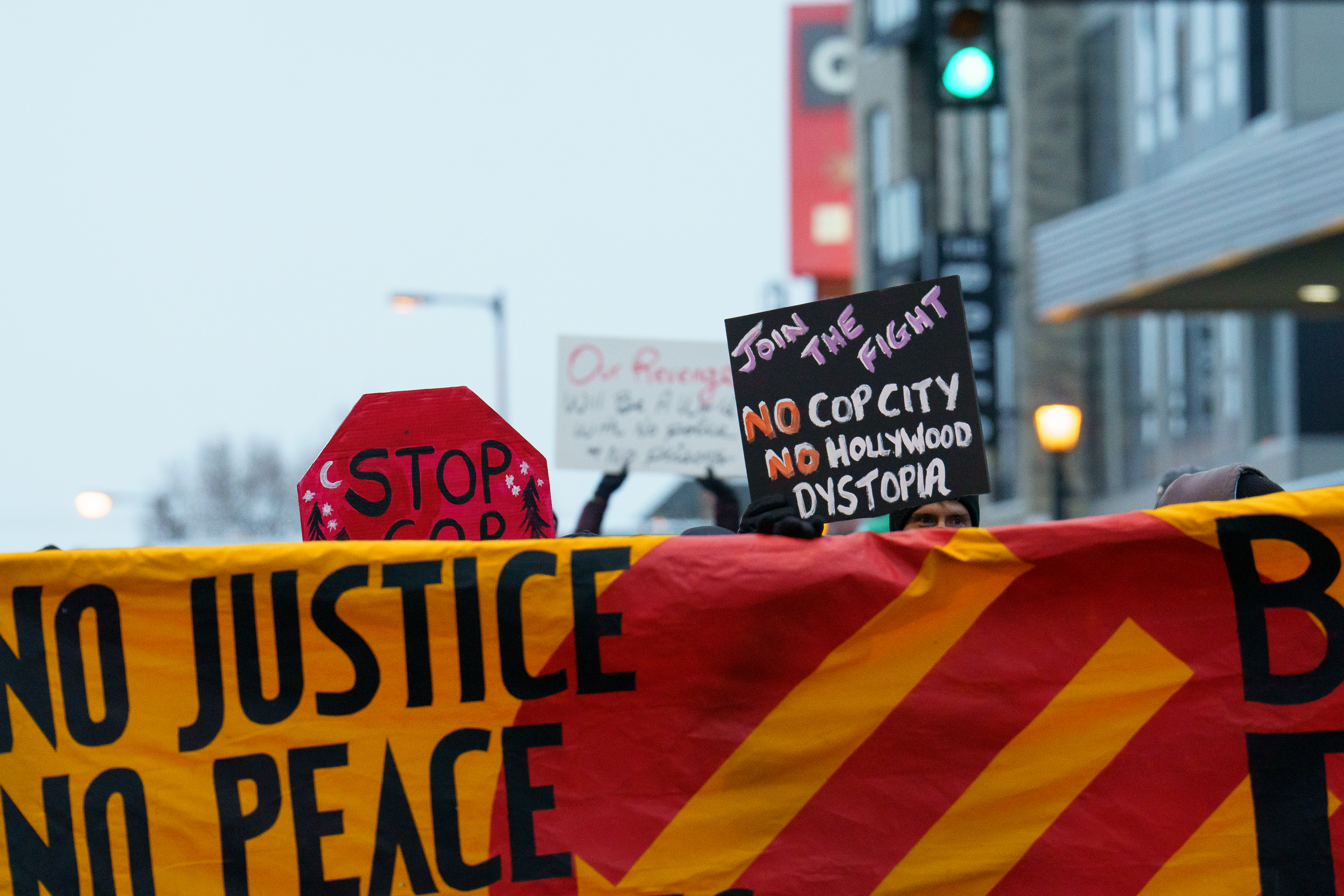
Protesta en Mineápolis el 21 de enero de 2023.

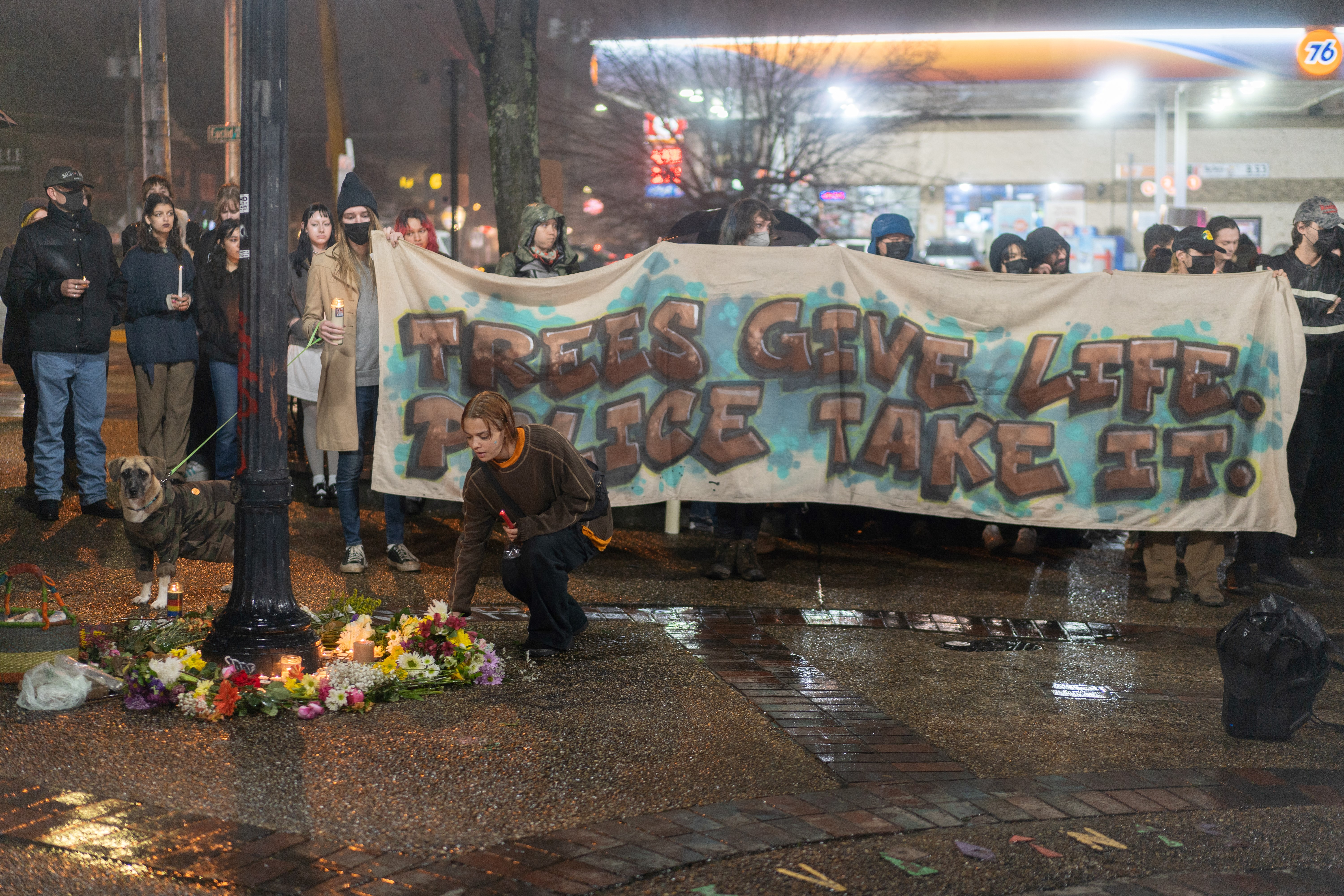
Un santuario en las calles de Atlanta que conmemora el asesinato de Terán (19 de enero de 2023)

Entre el 20 y el 22 de enero de 2023, se llevaron a cabo vigilias y protestas notables en las ciudades estadounidenses de Atlanta, Bridgeport, Minneapolis, Nashville, Filadelfia y Tucson. Algunos manifestantes pintaron grafitis con aerosol en los edificios del Bank of America para protestar por la participación de la empresa en el financiamiento de la construcción de las instalaciones del Atlanta Public Safety Training Center. También se realizaron vigilias en las ciudades estadounidenses de Seattle y Chicago, e internacionalmente en Londres y Lützerath.

### Protesta en Atlanta
En el centro de Atlanta el 21 de enero de 2023, las protestas se tornaron brevemente violentas. Los manifestantes habían marchado desde el metro de Atlanta por la calle Peachtree. En la intersección con Ellis Street, donde algunos manifestantes arrojaron objetos, incendiaron al menos dos vehículos del Departamento de Policía de Atlanta y rompieron ventanas de edificios bancarios con martillos. Los eventos contaron con una amplia participación de personas de todo Estados Unidos. Seis personas, la mayoría de las cuales eran blancas y no pertenecientes al estado estadounidense de Georgia, fueron arrestadas y acusadas penalmente por acciones durante los disturbios del 21 de enero. La policía alegó que varias de las personas arrestadas poseían explosivos.
Stop Cop City emitió un comunicado el día después del motín en el que decía: "La destrucción de material es fundamentalmente diferente a la violencia. Todos los actos denunciados parecen estar dirigidos explícitamente contra los responsables financieros". El 26 de enero de 2023, en respuesta a los disturbios que se desataron tras el asesinato de Terán, el gobernador de Georgia, Brian Kemp, declaró el estado de emergencia.

## Respuesta
Después del tiroteo, la Asamblea General de Georgia consideró una legislación que exige que los agentes de patrulla del estado usen cámaras corporales.

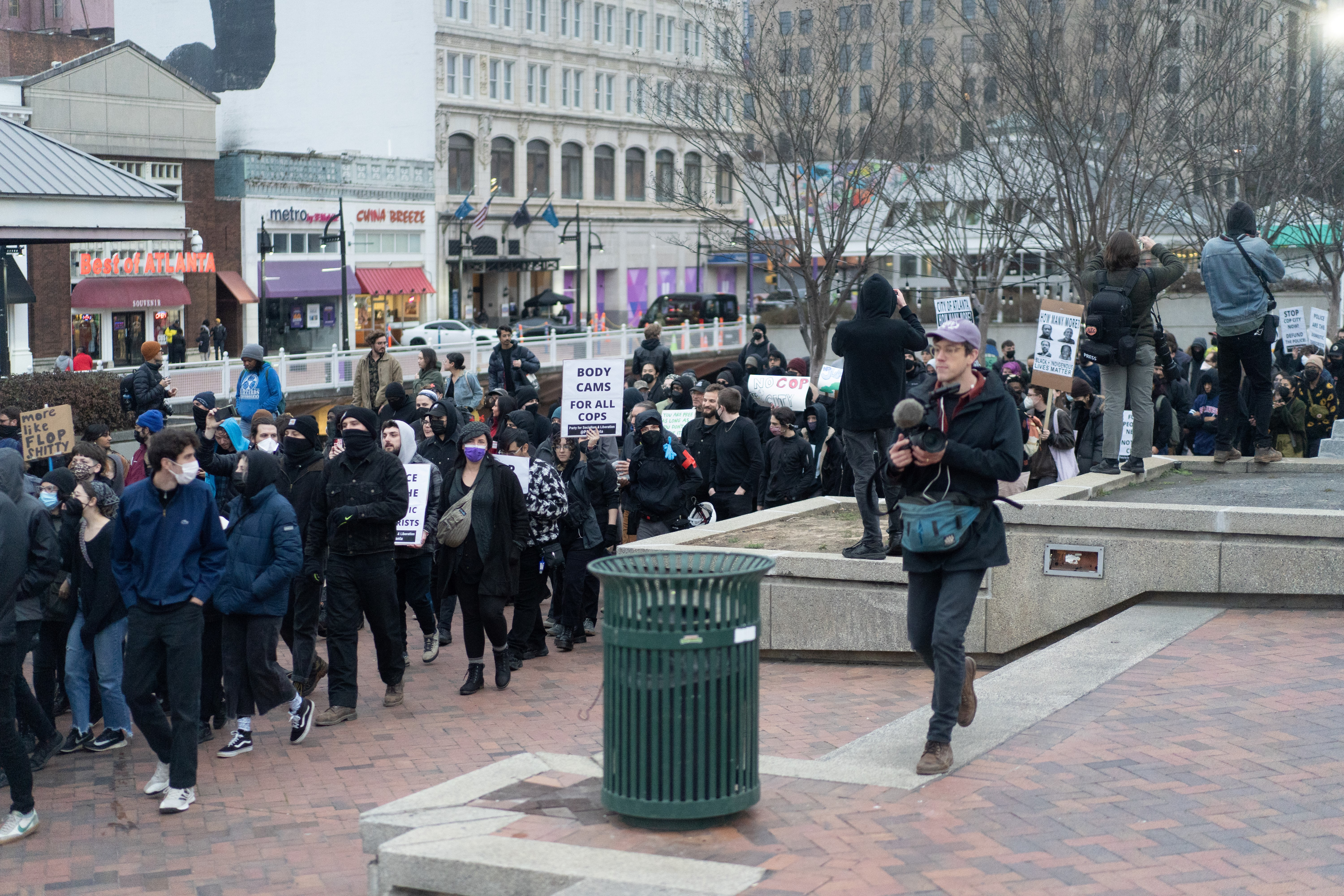
Protestas en Atlanta, 22 de enero de 2023

En febrero, tres miembros del Congreso de los Estados Unidos pidieron una investigación independiente sobre el asesinato. Varios cientos de organizaciones nacionales e internacionales también condenaron el asesinato y pidieron para la realización de una investigación independiente.